# Ischyropsalis manicata
Espèce
Synonymes
- Ischyropsalis dacica Roewer, 1917
- Ischyropsalis helvetica milleri Kratochvíl, 1934
- Ischyropsalis austriaca Roewer, 1950
- Ischyropsalis balcanica Roewer, 1950
- Ischyropsalis kastneri Roewer, 1950

Ischyropsalis manicata est une espèce d'opilions dyspnois de la famille des Ischyropsalididae.

## Distribution
Cette espèce se rencontre en Roumanie, en Ukraine, en Pologne, en Slovaquie et en Tchéquie dans les Carpates.

## Description
Les mâles mesurent de 4,6 à 5,5 mm et les femelles de 6,3 à 7,7 mm.

## Systématique et taxinomie
Cette espèce a été décrite par Koch en 1869.
Ischyropsalis dacica a été placée en synonymie par Staręga en 1966.
Ischyropsalis helvetica milleri, Ischyropsalis austriaca, Ischyropsalis balcanica et Ischyropsalis kastneri ont été placées en synonymie par Martens en 1969.

## Publication originale
- L. Koch, 1869 : « Beitrag zur Kenntniss der Arachnidenfauna Tirols. » Zeitschrift des Ferdinandeums für Tirol und Vorarlberg, sér. 3, vol. 14, p. 149-206.